# Emil Warburg
Emil Gabriel Warburg, född den 9 mars 1846 i Altona, död den 28 juli 1931 i Grunau (nu en del av Bayreuth), var en tysk fysiker, far till Nobelpristagaren Otto Warburg.
Warburg studerade under fysikern Gustav Magnus ledning i Berlin, där han blev filosofie doktor 1867 och privatdocent 1870. Han befordrades 1872 till e.o. professor i Strassburg, 1876 till ordinarie professor i Freiburg im Breisgau och 1895 i Berlin, allt i fysik. 1905 utnämndes han till chef för fysikalisk-tekniska riksanstalten i Charlottenburg. Han lämnade 1922 professuren och chefskapet för riksanstalten samt var därefter ordinarie honorarprofessor och ledamot av Kaiser-Wilhelm-institutet för biologi (Berlin-Dahlem). Han var ledamot av
Vetenskaps- och vitterhetssamhället i Göteborg (1900).